# Malo (Italië)
Malo is een gemeente in de Italiaanse provincie Vicenza (regio Veneto) en telt 13.216 inwoners (31-12-2004). De oppervlakte bedraagt 30,5 km², de bevolkingsdichtheid is 433 inwoners per km².
De volgende frazioni maken deel uit van de gemeente: Borgo Redentore, Case, Molina, San Tomio.

## Demografie
Malo telt ongeveer 4981 huishoudens. Het aantal inwoners steeg in de periode 1991-2001 met 9,9% volgens cijfers uit de tienjaarlijkse volkstellingen van ISTAT.
| Jaar | Inwoneraantal |
| ---- | ------------- |
| 1991 | 11.197        |
| 2001 | 12.307        |

## Geografie
De gemeente ligt op ongeveer 116 m boven zeeniveau.
Malo grenst aan de volgende gemeenten: Castelgomberto, Cornedo Vicentino, Isola Vicentina, Marano Vicentino, Monte di Malo, San Vito di Leguzzano, Thiene, Villaverla.